# Château de L'Aigle
Ne doit pas être confondu avec Château de l'Aigle.
Le château de L'Aigle est une demeure du XVIIe siècle qui se dresse sur le territoire de la commune française de L'Aigle, dans le département de l'Orne, en région Normandie. Il abrite depuis la Reconstruction l'hôtel de ville.
Le château est classé aux monuments historiques.

## Localisation
Le château est situé dans le centre-ville de L'Aigle, dans le département français de l'Orne.

## Historique
Le château de L'Aigle occupe l'emplacement d'une antique forteresse du XIe siècle bâtie par le seigneur Fulbert de Beira, démantelée pendant la guerre de Cent Ans.
Le château est construit par les successeurs de Jacques des Acres, devenu en 1650, marquis de l'Aigle. Il est véritablement commencé en 1690 à l'initiative de Louis des Acres, marquis de L'Aigle.
C'est le fils de Louis, Jacques-Louis des Acres, qui voit se terminer l'ouvrage à l'aube de 1732. Le château, agrandi à plusieurs reprises, connut des fortunes diverses au XIXe siècle. Il sera sérieusement endommagé en 1944.
Le musée Juin 44 est fondé dans une dépendance du château. Il est inauguré en 1953 par la maréchale Leclerc de Hautecloque, et présente les événements les plus décisifs de la bataille de Normandie, en douze scènes avec les personnages historiques représentés grandeur nature, en cire.

## Description
Le château de L'Aigle est constitué de deux bâtiments en équerre. Chacune des ailes est agrémentée d'avant-corps à frontons triangulaires et courbes, en briques apparentes. Au centre se trouve un escalier en pierre avec rampe en fer forgé Louis XVI. Au nord du château se trouve un petit bâtiment de même style, qui servait autrefois d'écuries et remises.

## Protection aux monuments historiques
Le château et ses communs sont classés au titre des monuments historiques par arrêté du 28 avril 1948.

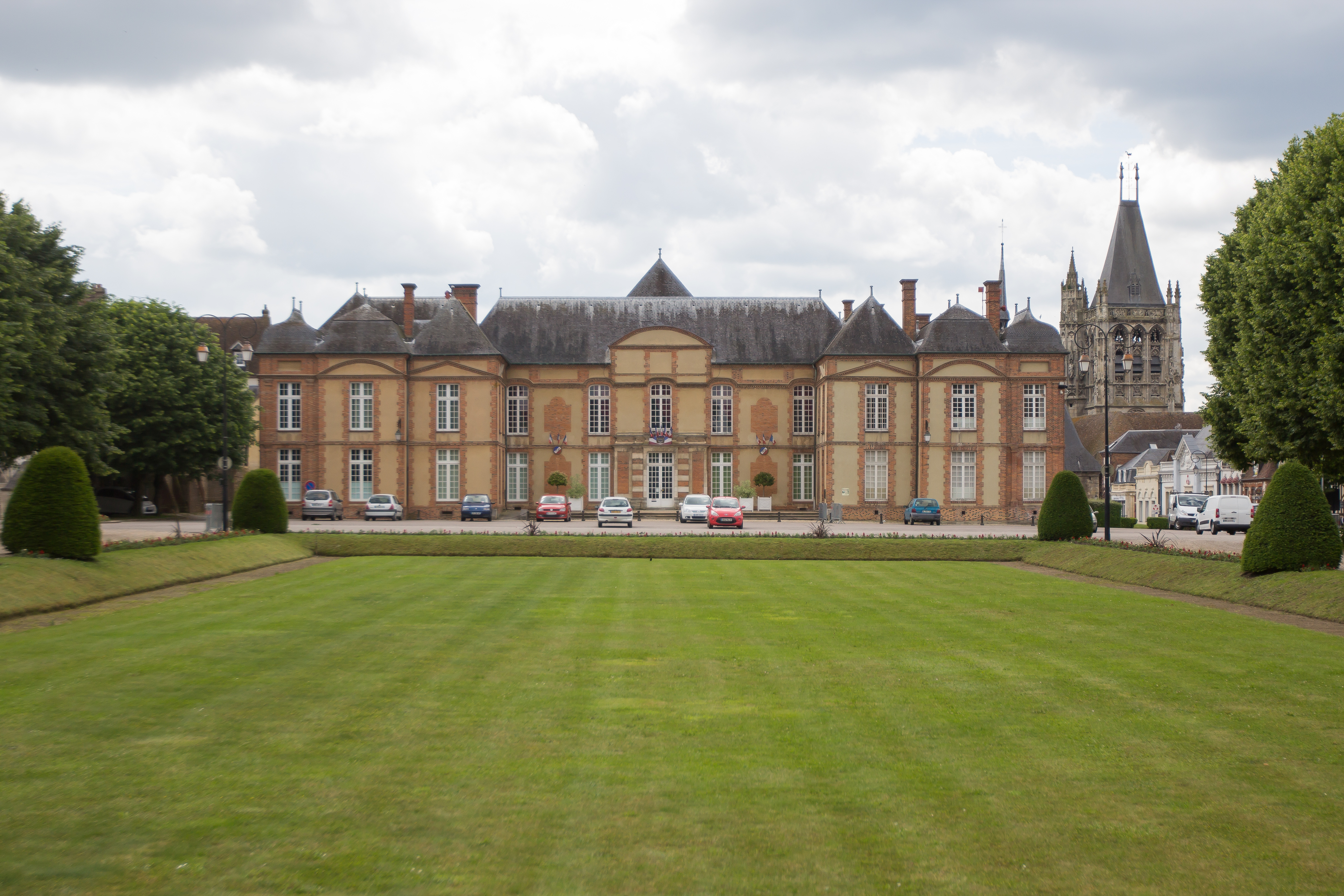
Vue du nord-est.